# ナブー (メソポタミア神話)

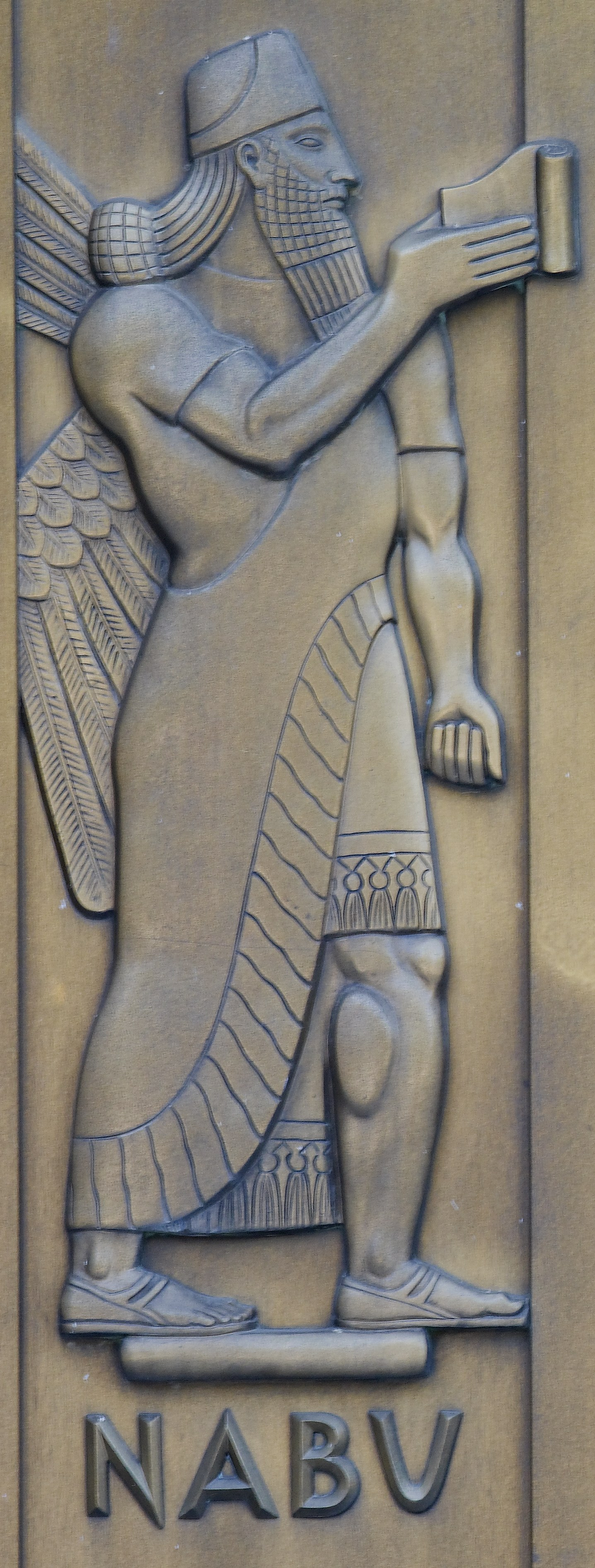
ワシントンD.C.のアメリカ議会図書館にあるLee Lawrieによるナブーの像（1939年）

ナブー（Nabu、ヘブライ語: נביא）は、アッシリアとバビロニアで信仰されていたメソポタミア神話の知恵・書記ならびに草木を司る神である。マルドゥクとザルバニトゥの息子、エアの孫で、妻はタシュメツ(Tashmetu)である。

## 概要
もともとナブーは西部セム族の神であり、アムル人によって紀元前2000年過ぎ頃、恐らくマルドゥクが導入されるのとほぼ同時期にメソポタミアに導入された。マルドゥクがバビロニアの第一の神になったのに対し、ナブーはボルシッパのエジダ神殿に祀られた。ナブーは当初はマルドゥクの書記官で大臣であるとされていたが、後に息子であるとされた。バビロニアの新年祭にはナブーがボルシッパからバビロンの父のもとへ向かうという行事があった。
後にナブーはアッシリアの主要な神となり、ナブーに対する碑文が数多く作られ、また多くの子供がナブーにちなんで名付けられた。ナブーは書記と書記官の神であり、人類の運命が記された「運命の石板」の保持者であった。また彼は、繁殖の神や水の神として信仰されることもあった。
ナブーは書記官の神として、シュメールの女神ニサバを引き継いだものである。彼のシンボルは尖筆と粘土板で、角のある帽子を被って、古代の司祭職のジェスチャーである手を握った状態で立っている。また彼は、もともとマルドゥクのものであったムシュフシュと呼ばれる翼のあるドラゴンの上に乗っている。

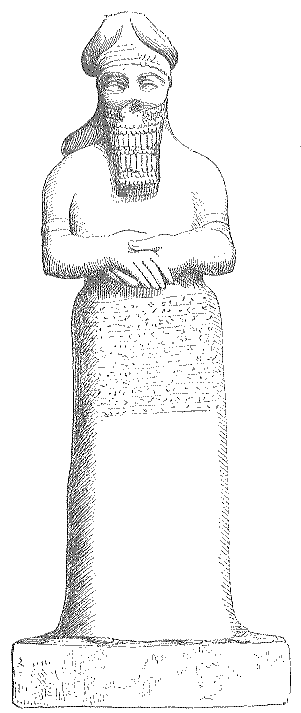
大英博物館の像の描写

彼の名前の由来については議論があり、「知らせる」という意味を持つセム語の語根nbに由来するという説もある。
ナブーは運命の石版に個人の運命を刻むことができるため、人類の存在に対する彼の力は巨大である。また、彼は人間の寿命を伸ばしたり減らしたりする力もある。
ナブーは、タナッハの預言者の書（ネヴィイーム）では、Isaiah 46:1でネボ(Nebo )として記述されている。
ティグラト・ピレセル3世の在位中、ニムルドに立っていたナブーの像は、現在大英博物館に展示されている。
バビロニア末期の占星術では、ナブーは水星と関連付けられていた。また知恵と書記の神として、ギリシア人からはアポローンやヘルメースと同一視されていた。後者はその後ローマ人によって、さらに水星(Mercury)の語源となったメルクリウスと同一視されている。

## 現代文化
- DCコミックスのキャラクタードクター・フェイトは、ナブーと名乗る神のような生物から力を与えられた。
- スター・ウォーズに登場する惑星ナブーの語源である。